# Aeschynomene minutiflora
Aeschynomene minutiflora är en ärtväxtart som beskrevs av Paul Hermann Wilhelm Taubert. Aeschynomene minutiflora ingår i släktet Aeschynomene och familjen ärtväxter.

## Underarter
Arten delas in i följande underarter:
- A. m. grandiflora
- A. m. minutiflora